# Teodemondo
Teodemondo dei Suebi Teodemundo in spagnolo, in galiziano e in portoghese (... – 550) è stato re dei Suebi di Gallaecia, dal 469 al 550, coincidente con il periodo di regno definito "periodo oscuro".

## Biografia
Quando la cronaca di Idazio termina, nel 469, non si hanno più notizie del regno dei Suebi fino al 550, anno in cui viene citato il re Carriarico.
Quindi non si conoscono gli ulteriori anni in cui Remismondo rimase alla guida degli Svevi.
Si presume in quella data la fine del suo regno e praticamente sino al 550, anno in cui si fa riferimento al re Carriarico, la storia degli Svevi è sconosciuta.
Si conosce per certo il nome di due re, citati nell'elenco dei re Suebi nel El reino suevo (411-585):
- Veremondo (Veremundus), citato in una iscrizione trovata a (Salvador de) Vairão, come riporta il IDENTITY AND INTERACTION: The Suevi and the Hispano-Romans[7].
- Teodemondo (Theodemundus), citato ancora da El reino suevo (411-585)[7], riportato nel La Divisio Wambae que alberga el Chronicon mundi, quando indice un concilio (anunciar el concilio «in Gallecia apud Lucensem urbem»)[8].

Il "periodo oscuro" terminò con l'ascesa al trono di Carriarico, nel 550.

### Fonti primarie
- (ES)  El reino suevo (411-585).
- (ES)  IDENTITY AND INTERACTION: The Suevi and the Hispano-Romans.
- (LA)  #ES Idatii episcopi Chronicon.
- (ES)  La Divisio Wambae que alberga el Chronicon mundi.

### Letteratura storiografica
- Rafael Altamira, "La Spagna sotto i Visigoti", in "Storia del mondo medievale", vol. I, 1999, pp. 743–779
- (ES)  Diccionario biográfico español, Real Academia de la Historia - Teodemundo